# 2024-es rövid pályás úszó-világbajnokság
A 2024-es rövid pályás úszó-világbajnokságot Budapesten rendezték meg a Duna Arénában.

## A helyszín kiválasztása

### Pályázók
| Pályázó országok | Rendező város | Eredmény               |
| ---------------- | ------------- | ---------------------- |
| Ausztrália       | Melbourne     | a 2022-es vb rendezője |
| Oroszország      | Kazany        | a 2022-es vb rendezője |
| Magyarország     | Budapest      | a győztes pályázó      |
| Tajvan           |               | nem kapta meg          |
| Hongkong         |               | nem kapta meg          |

A FINA 2017-ben döntött a 2022-es és a 2024-es rövid pályás vb rendezőjéről. A 2022-es világbajnokság rendezői jogát, a 2015-ös úszó-világbajnokság rendezője, Kazany kapta, míg a 2024-est a 2017-es úszó-világbajnokság
rendezője, Budapest szerezte meg.

## Érmek
Az érmek trapéz alakúak és a Széchenyi lánchíd egy-egy részlete látható rajtuk. Ha a három dobogós az érmeiket egymás mellé helyezi, akkor a híd teljes képe látható lesz.

## Kabala
A verseny kabalája a Coach (edző) névre hallgató lánchídi oroszlán lesz.

## Magyar szereplés
| Érem      | Versenyző                                            | Versenyszám     | Dátum        |
| --------- | ---------------------------------------------------- | --------------- | ------------ |
| Aranyérem | Sárkány Zalán                                        | 800 m gyors     | december 14. |
| Aranyérem | Kós Hubert                                           | 200 m hát       | december 15. |
| Ezüstérem | Kós Hubert                                           | 100 m hát       | december 11. |
| Ezüstérem | Pádár Nikolett Ugrai Panna Molnár Dóra Ábrahám Minna | 4 × 200 m gyors | december 12. |

## Éremtáblázat
*    Magyarország (rendező)
| Helyezés             | Nemzet               | Arany | Ezüst | Bronz | Összesen |
| -------------------- | -------------------- | ----- | ----- | ----- | -------- |
| 1.                   | Egyesült Államok     | 18    | 13    | 8     | 39       |
| 2.                   | Semleges csapat B    | 6     | 4     | 0     | 10       |
| 3.                   | Kanada               | 4     | 5     | 6     | 15       |
| 4.                   | Kína                 | 3     | 1     | 1     | 5        |
| 5.                   | Svájc                | 3     | 0     | 0     | 3        |
| 6.                   | Ausztrália           | 2     | 5     | 5     | 12       |
| 7.                   | Magyarország*        | 2     | 2     | 0     | 4        |
| 8.                   | Olaszország          | 1     | 5     | 3     | 9        |
| 9.                   | Németország          | 1     | 3     | 0     | 4        |
| 10.                  | Kajmán-szigetek      | 1     | 0     | 1     | 2        |
| 10.                  | Tunézia              | 1     | 0     | 1     | 2        |
| 12.                  | Litvánia             | 1     | 0     | 0     | 1        |
| 12.                  | Spanyolország        | 1     | 0     | 0     | 1        |
| 12.                  | Hongkong             | 1     | 0     | 0     | 1        |
| 15.                  | Franciaország        | 0     | 3     | 2     | 5        |
| 16.                  | Brazília             | 0     | 2     | 1     | 3        |
| 17.                  | Nagy-Britannia       | 0     | 1     | 2     | 3        |
| 18.                  | Hollandia            | 0     | 1     | 1     | 2        |
| 18.                  | Törökország          | 0     | 1     | 1     | 2        |
| 20.                  | Ausztria             | 0     | 1     | 0     | 1        |
| 21.                  | Lengyelország        | 0     | 0     | 5     | 5        |
| 22.                  | Semleges csapat A    | 0     | 0     | 2     | 2        |
| 23.                  | Japán                | 0     | 0     | 1     | 1        |
| 23.                  | Belgium              | 0     | 0     | 1     | 1        |
| 23.                  | Észtország           | 0     | 0     | 1     | 1        |
| 23.                  | Írország             | 0     | 0     | 1     | 1        |
| Összesen (26 nemzet) | Összesen (26 nemzet) | 45    | 47    | 43    | 135      |

## Eredmények
- WR – világrekord
- CR – világbajnoki rekord
- WJ – ifjúsági világrekord
- AF – Afrika-rekord
- AM – Amerika-rekord
- SA – Dél-amerikai-rekord
- AS – Ázsia-rekord
- ER – Európa-rekord
- OC – Óceánia-rekord
- NR – országos rekord

A váltó versenyszámoknál a csillaggal jelölt versenyzők az előfutamokban szerepeltek.

### Férfiak
| Versenyszám            | Arany | Arany           | Ezüst | Ezüst      | Bronz | Bronz           |
| ---------------------- | --- | --------------- | --- | ---------- | --- | --------------- |
| 50 m gyors             | Jordan Crooks · Kajmán-szigetek | 20,19           | Guilherme Caribé · Brazília | 20,57      | Jack Alexy · Egyesült Államok | 20,61           |
| 100 m gyors            | Jack Alexy · Egyesült Államok | 45,38           | Guilherme Caribé · Brazília | 45,47 SA   | Jordan Crooks · Kajmán-szigetek | 45,48           |
| 200 m gyors            | Luke Hobson · Egyesült Államok | 1:38,61 WR      | Maximillian Giuliani · Ausztrália | 1:40,36 OC | Lucas Henveaux · Belgium | 1:41,13 NR      |
| 400 m gyors            | Elijah Winnington · Ausztrália | 3:35,89         | Carson Foster · Egyesült ÁllamokKieran Smith · Egyesült Államok                                                                                 | 3:36,31    | |                 |
| 800 m gyors            | Sárkány Zalán · Magyarország | 7:30,56 NR      | Florian Wellbrock · Németország | 7:31,90    | Ahmed Jaouadi · Tunézia | 7:31,93 AF      |
| 1500 m gyors           | Ahmed Jaouadi · Tunézia | 14:16,40        | Florian Wellbrock · Németország | 14:17,27   | Kuzey Tunçelli · Törökország | 14:20,64 WJ, NR |
| 50 m hát               | Miron Lifincev Semleges csapat B | 22,47 WJ        | Isaac Cooper · Ausztrália | 22,49 OC   | Shane Ryan · Írország | 22,56 NR        |
| 100 m hát              | Miron Lifincev Semleges csapat B | 48,76 WJ        | Kós Hubert · Magyarország | 48,79 NR   | Kacper Stokowski · Lengyelország | 49,16 NR        |
| 200 m hát              | Kós Hubert · Magyarország | 1:45,65 CR, ER  | Lorenzo Mora · Olaszország | 1:48,96    | Mewen Tomac · Franciaország | 1:49,93         |
| 50 m mell              | Qin Haiyang · Kína | 25,42           | Kirill Prigoda · Semleges csapat BEmre Sakçı · Törökország                                                                                      | 25,56      | |                 |
| 100 m mell             | Qin Haiyang · Kína | 55,47 CR, AS    | Kirill Prigoda Semleges csapat B | 55,49 NR   | Ilja Simanovics Semleges csapat A | 55,60           |
| 200 m mell             | Carles Coll Martí · Spanyolország | 2:01,55 NR      | Kirill Prigoda Semleges csapat B | 2:01,88    | Fukaszava Jamato · Japán | 2:02,01         |
| 50 m pillangó          | Noè Ponti · Svájc | 21,32 WR        | Ilya Kharun · Kanada | 21,67 AM   | Nyls Korstanje · Hollandia | 21,68           |
| 100 m pillangó         | Noè Ponti · Svájc | 47,71 WR        | Maxime Grousset · Franciaország | 48,57 NR   | Matthew Temple · Ausztrália | 48,71           |
| 200 m pillangó         | Ilya Kharun · Kanada | 1:48,24 =CR, AM | Alberto Razzetti · Olaszország | 1:48,64 ER | Krzysztof Chmielewski · Lengyelország | 1:49,26 NR      |
| 100 m vegyes           | Noè Ponti · Svájc | 50,33 CR, NR    | Bernhard Reitshammer · Ausztria | 51,11 NR   | Caio Pumputis · Brazília | 51,35 SA        |
| 200 m vegyes           | Shaine Casas · Egyesült Államok | 1:49,51 CR, AM  | Alberto Razzetti · Olaszország | 1:50,88 NR | Finlay Knox · Kanada | 1:50,90 NR      |
| 400 m vegyes           | Ilja Borogyin Semleges csapat B | 3:56,83         | Carson Foster · Egyesült Államok | 3:57,45    | Alberto Razzetti · Olaszország | 3:58,83         |
| 4 × 100 m gyors váltó  | USA · Jack Alexy (45,05) CR, AM · Luke Hobson (45,18) · Kieran Smith (46,01) · Chris Guiliano (45,42) · Trenton Julian*                                                   | 3:01,66 WR      | ITA · Alessandro Miressi (45,85) · Leonardo Deplano (45,76) · Lorenzo Zazzeri (46,21) · Manuel Frigo (45,73)                                    | 3:03,65    | POL · Kamil Sieradzki (46,33) · Jakub Majerski (46,04) · Ksawery Masiuk (45,64) · Kacper Stokowski (46,45) · Piotr Ludwiczak*                                       | 3:04,46 NR      |
| 4 × 200 m gyors váltó  | USA · Luke Hobson (1:38,91) WR · Carson Foster (1:40,77) · Shaine Casas (1:40,34) · Kieran Smith (1:40,49) · Trenton Julian* · Daniel Matheson*                           | 6:40,51 WR      | AUS · Maximillian Giuliani (1:40,73) · Edward Sommerville (1:41,03) · Harrison Turner (1:42,21) · Elijah Winnington (1:41,57) · David Schlicht* | 6:45,54 OC | ITA · Filippo Megli (1:42,26) · Manuel Frigo (1:42,15) · Carlos D'Ambrosio (1:41,48) · Alberto Razzetti (1:41,62) · Davide Dalla Costa* · Alessandro Ragaini*       | 6:47,51 NR      |
| 4 × 100 m vegyes váltó | Semleges csapat B Miron Lifincev (49,31) Kirill Prigoda (55,15) Andrej Minakov (48,80) Jegor Kornyev (45,42) Pavel Szamuszenko* Alekszandr Zsigalov* Dmitrij Zsavoronkov* | 3:18,68 WR      | USA · Shaine Casas (48,92) · Michael Andrew (57,03) · Dare Rose (48,55) · Jack Alexy (44,53) · AJ Pouch* · Zach Harting* · Harrison Turner*     | 3:19,03    | ITA · Lorenzo Mora (49,53) · Ludovico Viberti (56,15) · Michele Busa (48,81) · Alessandro Miressi (45,42) · Christian Bacico* · Simone Cerasuolo* · Simone Stefanì* | 3:19,91         |

### Nők
| Versenyszám            | Arany | Arany          | Ezüst | Ezüst          | Bronz | Bronz          |
| ---------------------- | --- | -------------- | --- | -------------- | --- | -------------- |
| 50 m gyors             | Gretchen Walsh · Egyesült Államok | 22,83 WR       | Kate Douglass · Egyesült Államok                                                                                                  | 23,05          | Katarzyna Wasick · Lengyelország | 23,37          |
| 100 m gyors            | Gretchen Walsh · Egyesült Államok | 50,31 CR,AM    | Béryl Gastaldello · Franciaország                                                                                                 | 50,63 [NR      | Kate Douglass · Egyesült Államok | 50,73          |
| 200 m gyors            | Siobhán Haughey · Hongkong | 1:50,62        | Mary-Sophie Harvey · Kanada | 1:51,49 AM     | Claire Weinstein · Egyesült Államok | 1:51,62 WJ, NR |
| 400 m gyors            | Summer McIntosh · Kanada | 3:50,25 WR     | Lani Pallister · Ausztrália | 3:53,73 OC     | Mary-Sophie Harvey · Kanada | 3:54,88        |
| 800 m gyors            | Lani Pallister · Ausztrália | 8:01,95 CR, NR | Isabel Marie Gose · Németország                                                                                                   | 8:05,42 NR     | Katie Grimes · Egyesült Államok | 8:05,90        |
| 1500 m gyors           | Isabel Marie Gose · Németország | 15:24,69       | Simona Quadarella · Olaszország                                                                                                   | 15:30,14       | Jillian Cox · Egyesült Államok | 15:41,29       |
| 50 m hát               | Regan Smith · Egyesült Államok | 25,23 WR       | Katharine Berkoff · Egyesült Államok                                                                                              | 25,61          | Kylie Masse · Kanada | 25,78          |
| 100 m hát              | Regan Smith · Egyesült Államok | 54,55 CR       | Katharine Berkoff · Egyesült Államok                                                                                              | 54,93          | Ingrid Wilm · Kanada | 55,75          |
| 200 m hát              | Regan Smith · Egyesült Államok | 1:58,04 WR     | Summer McIntosh · Kanada | 1:59,96 WJ, NR | Anasztaszija Skurdaj Semleges csapat A | 2:00,56        |
| 50 m mell              | Rūta Meilutytė · Litvánia | 28,54          | Tang Qianting · Kína | 28,86          | Lilly King · Egyesült Államok | 28,91          |
| 100 m mell             | Tang Qianting · Kína | 1:02,38        | Lilly King · Egyesült Államok | 1:02,80        | Eneli Jefimova · Észtország | 1:03,25        |
| 200 m mell             | Kate Douglass · Egyesült Államok | 2:12,50 WR     | Jevgenyija Csikunova Semleges csapat B                                                                                            | 2:15,14        | Alex Walsh · Egyesült Államok | 2:16,83        |
| 50 m pillangó          | Gretchen Walsh · Egyesült Államok | 24,01          | Béryl Gastaldello · Franciaország                                                                                                 | 24,43 NR       | Alexandria Perkins · Ausztrália | 24,68 OC       |
| 100 m pillangó         | Gretchen Walsh Egyesült Államok | 52,71 WR       | Tessa Giele · Hollandia | 54,66 NR       | Alexandria Perkins · Ausztrália | 55,10 OC       |
| 200 m pillangó         | Summer McIntosh · Kanada | 1:59,32 WR     | Regan Smith · Egyesült Államok | 2:01,00 NR     | Elizabeth Dekkers · Ausztrália | 2:02,91        |
| 100 m vegyes           | Gretchen Walsh · Egyesült Államok | 55,11 WR       | Kate Douglass · Egyesült Államok                                                                                                  | 56,49          | Béryl Gastaldello · Franciaország | 56,67 NR       |
| 200 m vegyes           | Kate Douglass · Egyesült Államok | 2:01,63 WR     | Alex Walsh · Egyesült Államok | 2:02,65        | Abbie Wood · Nagy-Britannia | 2:02,75 NR     |
| 400 m vegyes           | Summer McIntosh · Kanada | 4:15,48 WR     | Katie Grimes · Egyesült Államok                                                                                                   | 4:20,14 NR     | Abbie Wood · Nagy-Britannia | 4:24,34        |
| 4 × 100 m gyors váltó  | USA · Kate Douglass (50,95) · Katharine Berkoff (51,38) · Alex Shackell (52,01) · Gretchen Walsh (50,67) · Phoebe Bacon* · Jillian Cox*                                | 3:25,01 WR     | AUS · Meg Harris (52,59) · Milla Jansen (51,62) · Alexandria Perkins (51,68) · Lani Pallister (52,36) · Lily Price* · Leah Neale* | 3:28,25        | CAN · Mary-Sophie Harvey (52,40) · Summer McIntosh (51,81) · Ingrid Wilm (52,22) · Penny Oleksiak (52,01) · Sydney Pickrem* · Alexanne Lepage* | 3:28,44        |
| 4 × 200 m gyors váltó  | USA · Alex Walsh (1:53,25) · Paige Madden (1:53,18) · Katie Grimes (1:53,39) · Claire Weinstein (1:50,31) · Phoebe Bacon* · Lilla Bognar*                              | 7:30,13 WR     | HUN · Pádár Nikolett (1:52,81) · Ugrai Panna (1:52,59) · Molnár Dóra (1:55,39) · Ábrahám Minna (1:52,60)                          | 7:33,39 NR     | AUS · Leah Neale (1:52,79) · Elizabeth Dekkers (1:54,96) · Milla Jansen (1:54,01) · Lani Pallister (1:51,84) · Tara Kinder*                    | 7:33,60        |
| 4 × 100 m vegyes váltó | USA · Regan Smith (54,02) WR · Lilly King (1:03,02) · Gretchen Walsh (52,84) · Kate Douglass (50,53) · Katharine Berkoff* · Emma Weber* · Alex Shackell* · Alex Walsh* | 3:40,41 WR     | GBR · Abbie Wood (57,44) · Angharad Evans (1:03,18) · Eva Okaro (56,11) · Freya Anderson (51,11)                                  | 3:47,84 NR     | CHN · Qian Xinan (56,88) · Tang Qianting (1:03,17) · Chen Luying (56,25) · Liu Shuhan (51,63)                                                  | 3:47,93        |

### Vegyes
| Versenyszám            | Arany | Arany      | Ezüst | Ezüst      | Bronz | Bronz   |
| ---------------------- | --- | ---------- | --- | ---------- | --- | ------- |
| 4 × 50 m gyors váltó   | ITA · Leonardo Deplano (20,80) · Alessandro Miressi (21,01) · Silvia Di Pietro (23,35) · Sara Curtis (23,34) · Lorenzo Zazzeri*                                         | 1:28,50    | CAN · Ilya Kharun (20,80) · Yuri Kisil (20,57) · Ingrid Wilm (23,72) · Mary-Sophie Harvey (23,51) · Finlay Knox* · Penny Oleksiak*     | 1:28,60    | POL · Piotr Ludwiczak (21,31) · Kamil Sieradzki (20,89) · Kornelia Fiedkiewicz (23,70) · Katarzyna Wasick (22,90)                                     | NR      |
| 4 × 50 m vegyes váltó  | Semleges csapat B Miron Lifincev (22,39) Kirill Prigoda (24,94) Arina Szurkova (24,43) Darja Trofimova (23,60) Pavel Szamuszenko* Oleg Kosztyin* Darja Klepikova*       | 1:35.36 ER | CAN · Kylie Masse (25,87) · Finlay Knox (25,53) · Ilya Kharun (20,73) · Ingrid Wilm (23,81)                                            | 1:35,94 NR | USA · Shaine Casas (22,85) · Michael Andrew (25,29) · Regan Smith (24,90) · Katharine Berkoff (23,16) · AJ Pouch* · Alex Shackell* · Alex Walsh*      | 1:36,20 |
| 4 × 100 m vegyes váltó | Semleges csapat B Miron Lifincev (48,90) Kirill Prigoda (54,86) Arina Szurkova (55,63) Darja Klepikova (51,08) Pavel Szamuszenko* Alekszandr Zsigalov* Darja Trofimova* | 3:30,47    | USA · Regan Smith (54,19) · Lilly King (1:03,05) · Dare Rose (48,68) · Jack Alexy (44,63) · Shaine Casas* · AJ Pouch* · Alex Shackell* | 3:30,55    | CAN · Ingrid Wilm (55,82) · Finlay Knox (56,39) · Ilya Kharun (48,27) · Mary-Sophie Harvey (51,49) · Blake Tierney* · Sophie Angus* · Penny Oleksiak* | 3:31,97 |